# Basitropis nitidicutis
Basitropis nitidicutis là một loài bọ cánh cứng thuộc chi Basitropis, trong họ Anthribidae. Loài này được Jekel mô tả khoa học lần đầu tiên năm 1855.